# مركز إسطنبول المالي
مركز اسطنبول المالي أو مركز اسطنبول المالي العالمي هو الاسم الذي يطلق على مشروع المركز المالي الواقع في منطقة العمرانية في اسطنبول.
```
"مركز اسطنبول المالي". مملوك من قبل 
صندوق الثروة السيادية التركية
 كما تأسست من قبل. يهدف المركز المالي الذي تم بناؤه في 
إسطنبول
 إلى إنشاء نظام خدمات مالية متعدد الأبعاد. 
[
1
]
```